# Articles d'exception
En Suisse, on désigne sous le nom d'articles d'exception un certain nombre de dispositions constitutionnelles adoptées à la fin du XIXe siècle qui limitaient les libertés de culte et d'expression. Adoptés pendant le Kulturkampf, ils étaient principalement destinés à limiter l'influence du catholicisme au profit du radicalisme protestant alors majoritaire.

## Description des articles
La révision de la Constitution fédérale en 1874 introduisit quatre de ces articles :
- l'article 51 interdisant la Compagnie de Jésus. Il s'agissait d'un durcissement de la situation qui prévalait depuis 1848 où les jésuites ne pouvaient exercer de charges officielles dans l'État et dans l'Église.
- l'article 52 interdisant la fondation et la restauration de couvents.
- l'alinéa 4 de l'article 70 exigeant l'approbation du Conseil fédéral pour la création de nouveaux évêchés
- l'article 75 rendant les ecclésiastiques, catholiques et protestants, inéligibles au Conseil national.

On y ajoute également l'article 25bis interdisant l'abattage rituel des animaux. Cet article fut adopté en votation populaire en 1893 et, bien que présenté comme une mesure de protection des animaux par ses initiants, la campagne précédant le scrutin refléta l'antisémitisme de l'époque.
Ces divers articles furent contestés tout au long du XXe siècle. En 1973, une votation populaire abrogea les articles 51 et 52. En 1999, la nouvelle constitution supprima les restrictions de l'article 75 et le peuple suisse a, en 2001, abrogé le successeur de l'alinéa 4 de l'article 70 à la suite d'une votation populaire.
Seul l'article 25bis est encore en vigueur, bien qu'il ait été remplacé en 1978 par une disposition équivalente de la loi sur la protection des animaux. Le gouvernement fédéral a envisagé en 2003 de supprimer cette interdiction, mais a fait marche arrière devant les protestations des opposants et les risques d'échec en votation populaire.